# Huevos de oro
Huevos de oro es una película española del género Drama estrenada en 1993 y dirigida por Bigas Luna.

## Sinopsis
La película trata de un hombre llamado Benito González, un hortera ambicioso, que acaba de cumplir el servicio militar en Melilla. Ya tiene vía libre para cumplir sus dos objetivos: casarse con la mujer que ama y construir un gran rascacielos. Pero pronto verá que su primer objetivo no podrá cumplirse, al enterarse de que su novia le ha engañado con su mejor amigo. Ahora lo único que le queda es dedicar su empeño a construir el rascacielos. Para llevarlo a cabo necesita dinero y, como no lo tiene, se casa con Marta, la hija de un multimillonario. Con el dinero de su suegro ya podrá llevar a cabo una de sus ilusiones, y que será el principio de su gran riqueza aunque como todo el que está en la cumbre siempre quiere más y ese será el punto de partida para su declive.

## Reparto
- Javier Bardem
- Maribel Verdú
- María de Medeiros
- Elisa Touati
- Raquel Bianca
- Benicio del Toro
- Alessandro Gassman
- Albert Vidal
- María Martín
- Francisco Casares
- Martin Gomex Yasbek
- Toshio Alain Sakuramoto Pérez
- Guillermo Rodríguez Riesco

## Premios
Medallas del Círculo de Escritores Cinematográficos de 1993
| Categoría     | Candidato    | Resultado |
| ------------- | ------------ | --------- |
| Mejor montaje | Carmen Frías | Ganadora  |